# Мустафа IV
Мустафа́ IV (осман. مصطفى رابع, трансліт. Mustafâ-i râbi‘, тур. Dördüncü Mustafa; 8 вересня 1779 — 16 листопада 1808) — султан Османської імперії (29 травня 1807 — 28 червня 1808).

## Біографія
Мустафа IV народився 1779 року у Стамбулі. Син султана Абдул-Гаміда I. Мати Мустафи хотіла дати йому гарну освіту, але той волів жити у своє задоволення. На престол він вступив в результаті яничарського заколоту, спрямованого проти його двоюрідного брата, султана Селіма III. Тоді у роді Османів залишилися лише два чоловіки, які мали право успадкувати трон — Мустафа і його брат Махмуд II. Новим султаном став саме Мустафа, оскільки він був старшим Махмуда. Лідер заколотників Мустафа-паша Кабакджі був призначений великим візиром. Було оголошено про розпуск «нових військ» (нізам-і-джедід), багатьох прихильників реформ стратили.

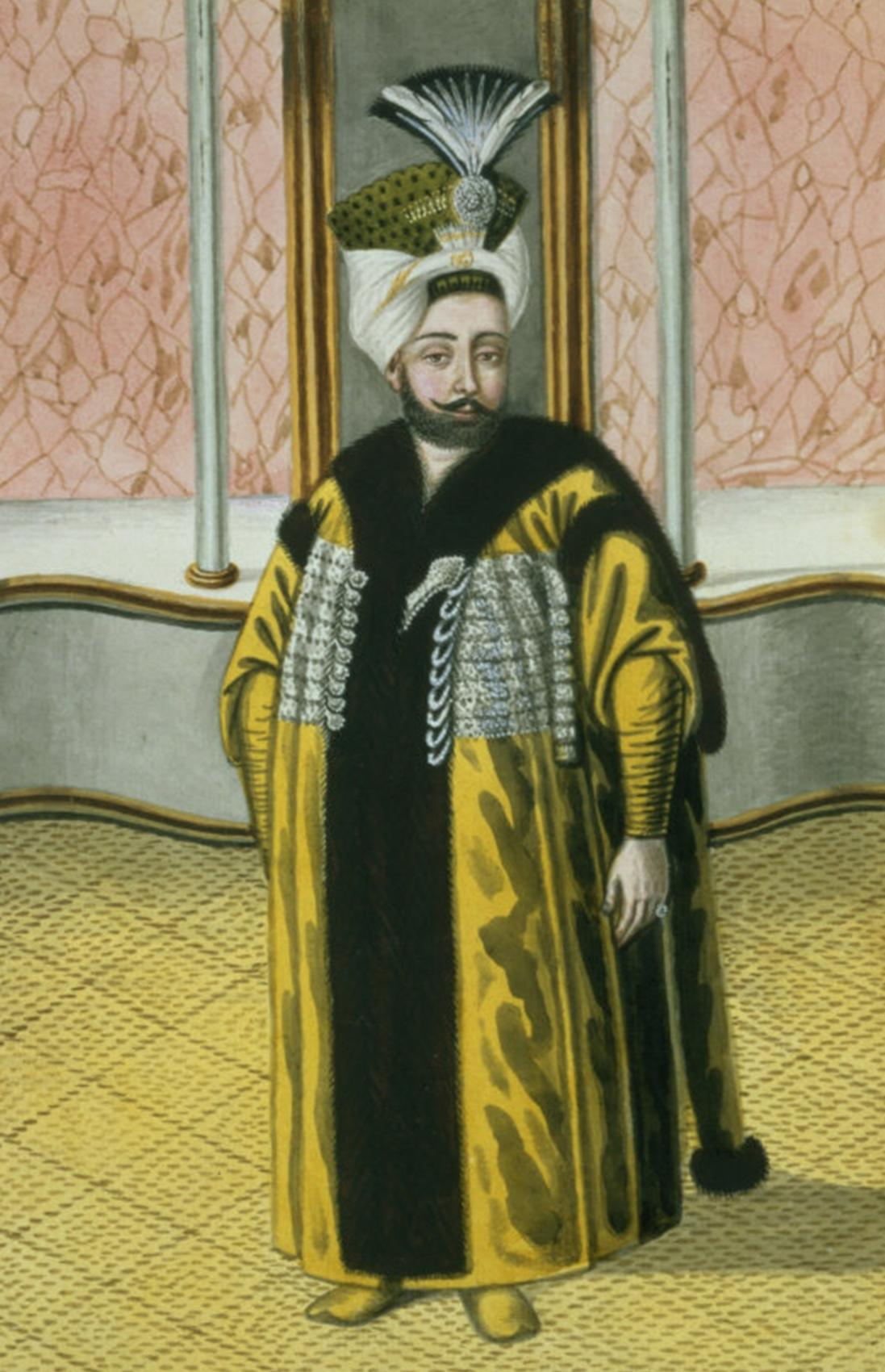
Мустафа IV у султанських шатах

Коротке правління Мустафи було досить бурхливим. Одразу після його вступу на престол у Стамбулі почалися заворушення. Новий султан продовжував Війну проти Російської імперії. Турецький флот, який намагався прорвати блокаду Дарданел, був розбитий у Афонській битві (рос.). У серпні 1807 року було укладене перемир'я, під час яйого російські війська продовжували окуповувати Дунайські князівства.
Влітку 1808 року турецький політичний діяч Мустафа-паша Байрактар з вірними йому військами організував похід на Константинополь з метою відновлення на престолі Селіма III. Прихильники Мустафи IV не змогли серйозно протистояти йому. Під час штурму палацу Мустафа наказав убити колишнього султана Селіма і свого молодшого брата Махмуда, але останнього убивці не змогли знайти. Заволодівши палацом, Мустафа-паша заарештував скинутого султана і звів на престол його брата Махмуда.
У листопаді 1808 року почався черговий яничарський заколот, учасники якого прагнули відновити Мустафу на престолі. Під час цього заколоту Мустафа був убитий за наказом брата Махмуда II.

## Оцінки
Більшість сучасників характеризували Мустафу як грубу і неосвічену людину, позбавлену будь-якого смаку. Як уже згадувалося вище, він не отримав жодної освіти, прагнучи більше часу віддавати насолодам. Його недовговічне правління багато істориків вважають невдалим.